# Llanos
Die Llanos [ˈʝanos] oder [ˈʎanos] sind weite Ebenen im nördlichen Südamerika, die vor allem von Feuchtsavannen geprägt werden. Sie werden durch den Fluss Orinoco entwässert.
Die Llanos erstrecken sich über

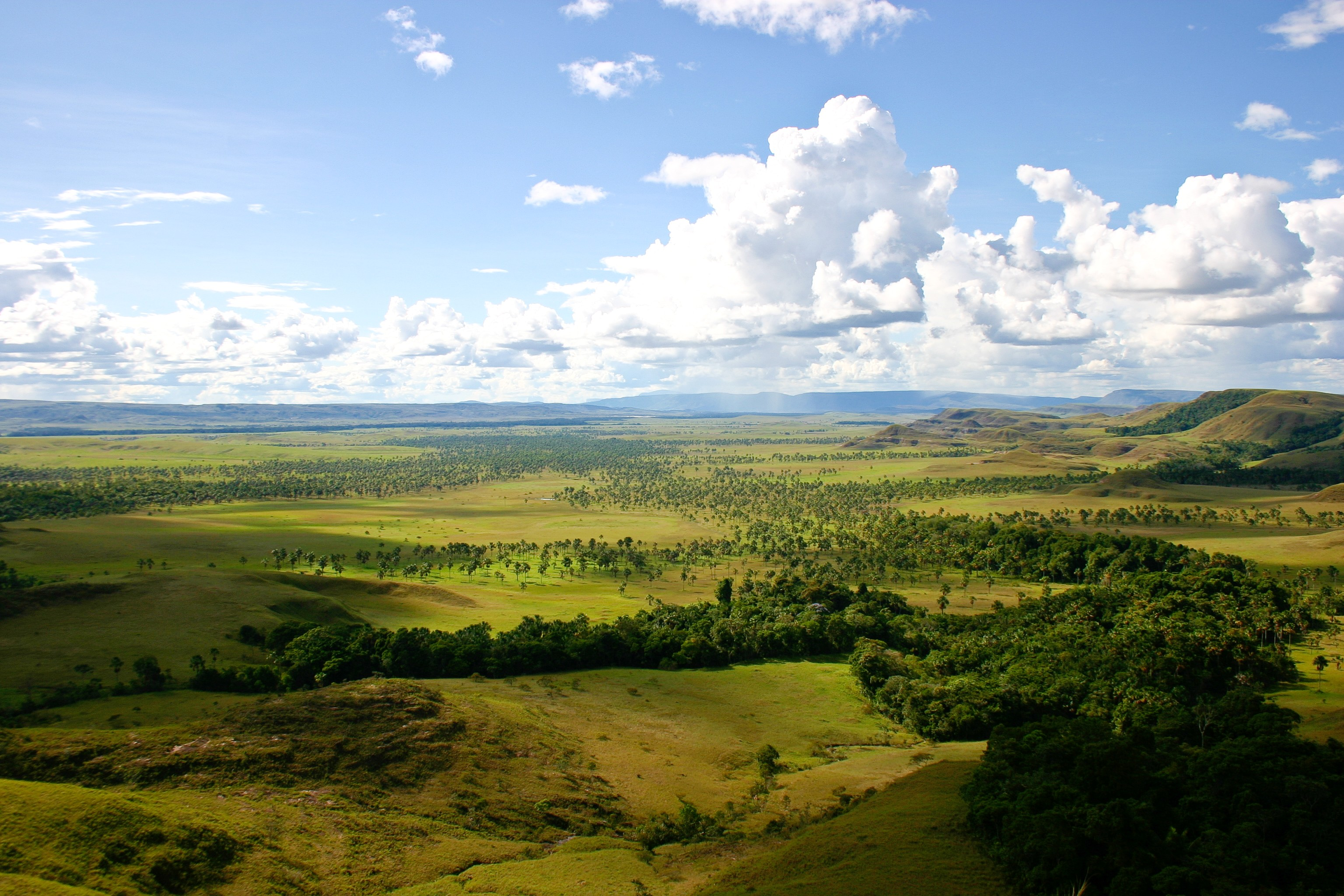
Llanos-Landschaft in Venezuela

- die kolumbianischen Departamentos Arauca, Casanare, Vichada, Guainía, Meta, Vaupés und Guaviare
- die venezolanischen Staaten Apure, Barinas, Portuguesa, Cojedes, Guárico, Anzoátegui und Monagas.

Die Llanos sind durch flache, fast nur durch Weideländer geprägte Gebiete gekennzeichnet. Die Wirtschaft stützt sich hauptsächlich auf Viehwirtschaft, in den Regionen Arauca, Casanare, Anzoátegui, Apure und Monagas zusätzlich auch auf die Förderung von Erdöl.

## Bevölkerung
Die Einwohner dieser Region werden als Llaneros bezeichnet. Die Llaneros können mit Cowboys Nordamerikas oder den Gauchos Argentiniens verglichen werden. Sie sind bekannt für ihre Reitkunst und Gastfreundschaft. Ihre Musikrichtung, der Joropo, ist sowohl in Kolumbien wie auch in Venezuela beliebt und kann auch getanzt werden.

## Tierwelt

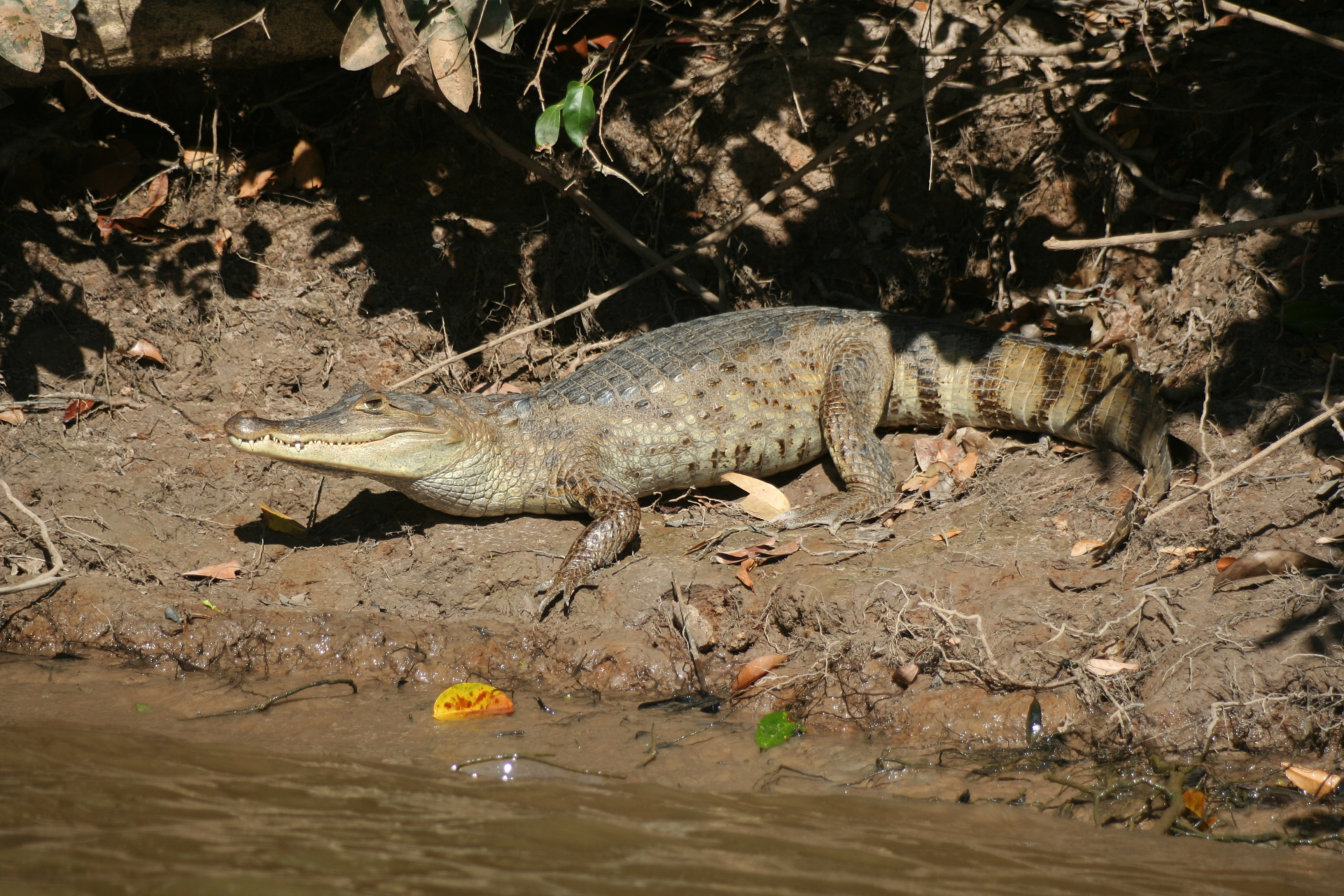
Krokodilkaiman in den Llanos

Zu den typischen Großtieren der Region gehört das Wasserschwein, das in Herden durch die sumpfigen Savannen zieht. Seltenere Arten sind Jaguar, Ozelot, Flachlandtapir, Großer Ameisenbär, Krokodilkaiman und Orinoko-Krokodil. Hinzu kommen etwa 350 verschiedene Vogelarten. Die wichtigsten Nationalparks im Gebiet der Llanos sind der Santos-Luzardo-Nationalpark und der Aguaro-Guariquito-Nationalpark.
Die hunderte von Quadratkilometern große Landschaften aus bis zu fünf Meter breiten Erdhügeln, genannt Surales, entstanden vor allem durch Ausscheidungen von Regenwürmern der Gattung Andiorrhinus.